# Poroinic

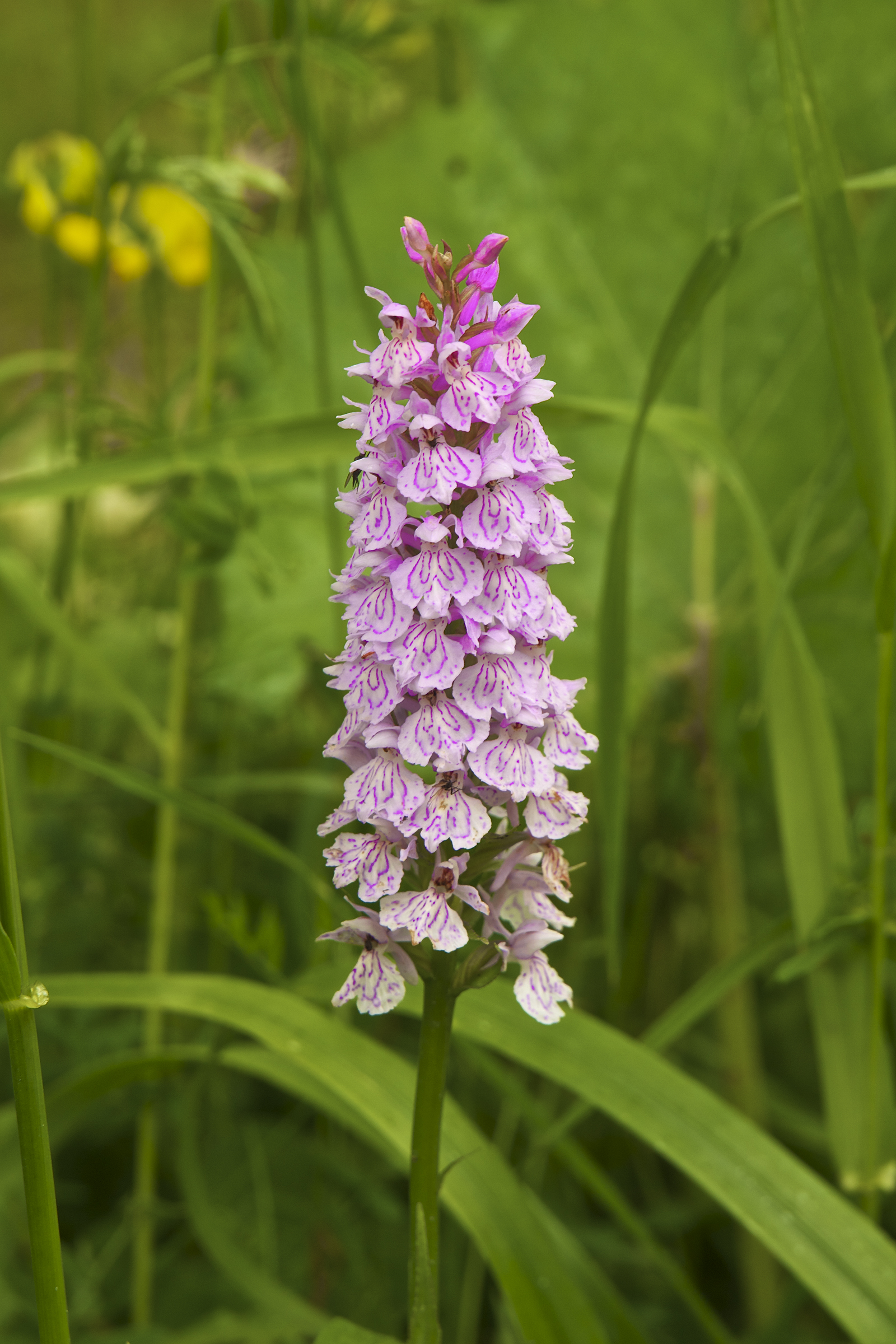

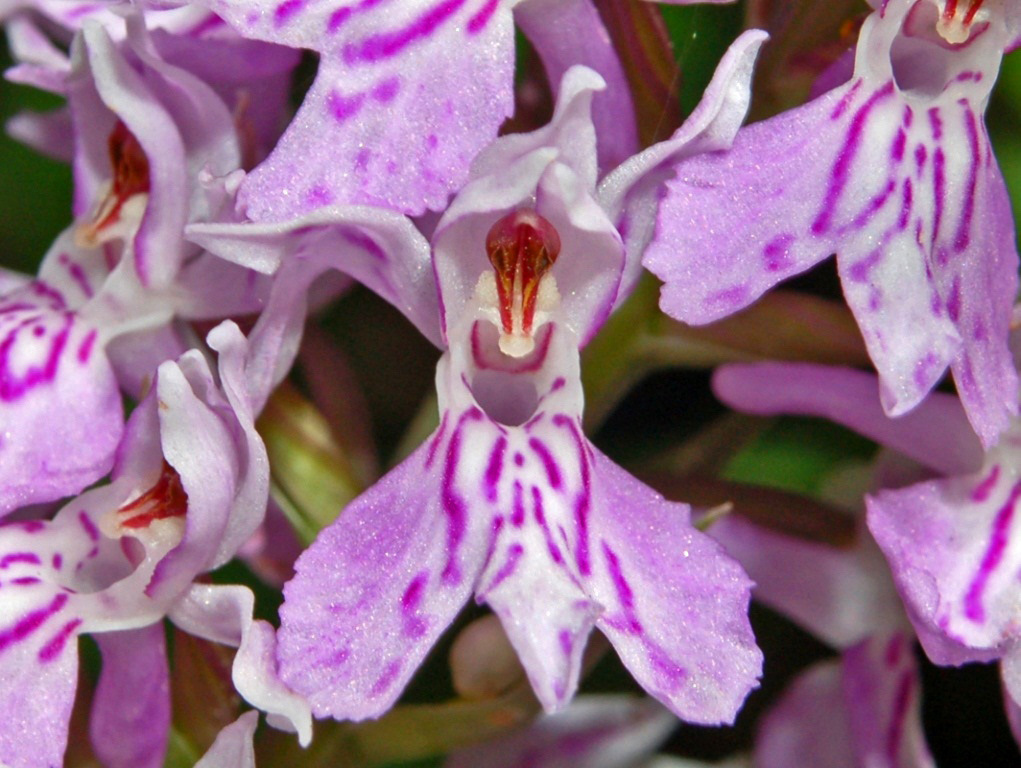
Sculătoare (Dactylorhiza maculata)

Poroinicul sau sculătoarea (Dactylorhiza maculata (L.) Soó) este o plantă erbacee din familia Orchidaceae. Cuvântul vine de la grecesul δάκτυλος "daktylos", însemnând deget și ρίζα "rhiza" însemnând "rădăcină". Este prezentă în Europa și în regiuni din Asia de Nord.
În România, poroinicul crește în regiunea muntoasă a Văii Teleajenului și preferă solurile umede, pajiștile și tufișurile din jurul izvoarelor și se recoltează în prima jumătate a lunii iunie. În medicina populară mai este numită bujor, limba cucului, iapa șarpelui, mâna Maicii Domnului, sculătoare sau mai recent Viagra românească. 
Tulpina plantei, ușor trunchiată și roșcată în partea ei superioară, poate avea o înălțime de 15 ... 65 cm. Florile cresc în inflorescență în formă de con, pot avea 1-1,5 cm, roz sau roșii cu pete purpurii dispuse simetric, înfloresc din iunie până în iulie. Frunzele au culoarea verde închis și pe fața superioară, au numeroase pete brune și sunt strânse în jurul tulpinii având un aspect pestriț.

## Utilizări
În scop terapeutic se folosește planta întreagă, iar ca afrodiziac tuberculii, recoltați în perioada de înflorire. Tuberculi conțin mucilagii, amidon, dextrine pentozane, fosfat de potasiu, clorură de calciu.
Poroinicul conține uleiuri volatile, fitosteroli, rezine, principii active, furocumarine, colina, mucilagii, taninuri, acizi organici. Este renumită mai ales pentru presupusele sale efecte afrodiziace și de stimulare a fertilității. 
Se crede că preparatele din poroinic au acțiune afrodiziacă, stimulează apetitul sexual, fiind considerată „Viagra românească”. Este vasodilatatoare genitală, stimulează activitatea gonadelor și secreția hormonilor sexuali și implicit de excitare a sistemului nervos, tratează impotența și frigiditatea. 